# Sonjaa Schmidt
Sonjaa Schmidt (15 dicembre 2002) è una fondista canadese.

## Biografia
Sonjaa Schmidt, originaria di Whitehorse e attiva dal gennaio del 2019, ha esordito in Coppa del Mondo il 19 gennaio 2024 a Oberhof in una sprint (48ª) e ai Campionati mondiali a Trondheim 2025, dove si è classificata 35ª nella 10 km, 37ª nella sprint, 49ª nello skiathlon e 9ª nella staffetta; non ha preso parte a rassegne olimpiche.

## Palmarès

### Coppa del Mondo
- Miglior piazzamento in classifica generale: 66ª nel 2025